# Ewa Prawicka-Linke
Ewa Prawicka-Linke ist eine polnische Ballonsportlerin. 2015 wurde sie in Witteveen, Midden-Drenthe dritte FAI-Europameisterin der Frauen im Heißluftballonfahren.
Bei der ersten Europameisterschaft der Frauen, die 2010 in Alytus (Litauen) stattfand, erreichte Prawicka den sechsten Platz. Zwei Jahre später kam sie bei der zweiten Auflage des Wettbewerbs in Frankenthal (Pfalz) auf den dritten Platz, bevor sie 2015 in den Niederlanden Europameisterschaft errang. Ihre Goldmedaille widmete sie ihrem Vater Bogdan Prawicki, der sie mit dem Ballonvirus infiziert und ihr alles beigebracht habe. In ihrer Heimatstadt Leszno startete sie 2017 mit der Startnummer „1“ und erreichte Platz 11.
Vergleichbare Plätze erkämpfte Prawicka bei den Weltmeisterschaften 2014 in Leszno (Platz 17) und 2016 im litauischen Birštonas (Platz 12). Bei der dritten Auflage dieses Wettbewerbs schied die zweifach polnische Meisterin in den Ausscheidungskämpfen um einen Platz in der Nationalmannschaft aus. Prawicka gewann zweimal den FAI-Weltcup der Frauen. Dieser hat jedoch nicht den Rang von Welt- und Europameisterschaften.
Prawicka-Linke ist verheiratet, Mutter und lebt in Leszno.

## Internationale Erfolge

### Weltmeisterschaften
- 2. FAI Weltmeisterschaft der Frauen in Birštonas, Litauen, 2016 – 12. Platz
- 1. FAI Weltmeisterschaft der Frauen in Leszno, Polen, 2014 – 17. Platz

### Europameisterschaften
- 4. FAI Europameisterschaft der Frauen in Leszno, Polen, 2017 – 11. Platz
- 3. FAI Europameisterschaft der Frauen in Midden-Drenthe, Niederlande, 2015 – Europameisterin
- 2. FAI Europameisterschaft der Frauen in Frankenthal (Pfalz), Deutschland, 2012 – 13. Platz
- 1. FAI Europameisterschaft der Frauen in Alytus, Litauen, 2010 – 6. Platz

## Sonstige Goldmedaillen
- Zweifache polnische Meisterin
- Zwei Siege beim FAI-Weltcup